# Panagiōtīs Tzimas
Panagiōtīs Tzimas (in greco Παναγιώτης Τζίμας?; Prevesa, 12 marzo 2001) è un calciatore greco, centrocampista del Kīfisias in prestito dall'Asteras Tripolīs.

## Carriera

### Club
Cresciuto nel settore giovanile dell'Asteras Tripolīs, debutta in prima squadra il 5 maggio 2019, in occasione dell'incontro di Souper Ligka Ellada vinto per 3-0 contro il Paniōnios. Realizza la sua prima rete con la squadra e contestualmente in campionato il 26 gennaio 2021, nell'incontro vinto per 0-1 contro l'OFI Creta. In due stagioni e mezza totalizza 17 presenze e una rete. Il 10 luglio 2021 viene acquistato dal PAOK, firmando un contratto quadriennale e venendo aggregato alla squadra riserve. Il 20 luglio 2022 viene ceduto in prestito al PAS Giannina.

### Nazionale
Ha giocato nelle nazionali giovanili greche Under-17, Under-18 ed Under-19.

## Statistiche

### Presenze e reti nei club
Statistiche aggiornate al 29 novembre 2022.
| Stagione                | Squadra                 | Campionato              | Campionato | Campionato | Coppe nazionali | Coppe nazionali | Coppe nazionali | Coppe continentali | Coppe continentali | Coppe continentali | Altre coppe | Altre coppe | Altre coppe | Totale | Totale |
| Stagione                | Squadra                 | Comp                    | Pres       | Reti       | Comp            | Pres            | Reti            | Comp               | Pres               | Reti               | Comp        | Pres        | Reti        | Pres   | Reti   |
| ----------------------- | ----------------------- | ----------------------- | ---------- | ---------- | --------------- | --------------- | --------------- | ------------------ | ------------------ | ------------------ | ----------- | ----------- | ----------- | ------ | ------ |
| 2018-2019               | Asteras Tripolīs        | SL                      | 1          | 0          | CG              | -               | -               | UEL                | -                  | -                  |             | -           | -           | 1      | 0      |
| 2019-2020               | Asteras Tripolīs        | SL                      | 0+5        | 0          | CG              | 0               | 0               |                    | -                  | -                  |             | -           | -           | 5      | 0      |
| 2020-2021               | Asteras Tripolīs        | SL                      | 5+5        | 1+0        | CG              | 1               | 0               |                    | -                  | -                  |             | -           | -           | 11     | 1      |
| Totale Asteras Tripolīs | Totale Asteras Tripolīs | Totale Asteras Tripolīs | 6+10       | 1+0        |                 | 1               | 0               |                    | -                  | -                  |             | -           | -           | 17     | 1      |
| 2021-2022               | PAOK B                  | SL2                     | 30         | 7          |                 | -               | -               |                    | -                  | -                  |             | -           | -           | 30     | 7      |
| 2022-2023               | PAS Giannina            | SL                      | 12         | 0          | CG              | 0               | 0               |                    | -                  | -                  |             | -           | -           | 12     | 0      |
| Totale carriera         | Totale carriera         | Totale carriera         | 58         | 9          |                 | 1               | 0               |                    | -                  | -                  |             | -           | -           | 59     | 9      |

## Palmarès

### Club

#### Competizioni nazionali
- Souper Ligka Ellada 2: 1

Kīfisias: 2024-2025 (gruppo B)